# Laténská doba na Slovensku
Toto je článek o laténské době (mladší době železné) na Slovensku (450 př. n. l. – přelom letopočtu).

## Periodizace
Chronologické rozdělení laténské doby (mladší doby železné) na Slovensku:
- raná doba laténská [Lt A / LA] : 450 (/ 480) – 380 (/ 375/370/400) př. n. l.
- starší doba laténská [Lt B1 / LB1 a Lt B2 / LB2]: 380 (/ 375/370/400) – 275 (/ 250) př. n. l.
- střední doba laténská [Lt C1/LC1 a Lt C2/LC2]: 275 (/ 250) – 120 (110 / / 125/130/140) př. n. l.
- pozdní / mladší doba laténská v širším smyslu [Lt D1/LD1 – Lt D3/LD3 a další roky]:
  - mladší doba laténská v užším smyslu: 120 (110 / / 125/130/140) – 60 př. n. l.
  - pozdní doba laténská v užším smyslu: 60 před n. l. – přelom letopočtu (/ 9 př. n. l. / 6 n. l./10 n. l.)

V hranatých závorkách jsou uvedeny stupně podle historika Paula Reineckeho, v kulatých alternativní datování (nepoužité v tomto článku).

## Úvod
Do 5. století př. n. l. o etnické příslušnosti archeologických kultur ve střední Evropě lze zpravidla jen spekulovat (ačkoli z halštatské doby známe první kmenové názvy, které se alespoň nepřímo dotýkají území Slovenska). Přibližně od poloviny 5. století př. n. l. však můžeme za nositele materiální kultury na středním Podunají, včetně (zpočátku pouze západního) Slovenska, jednoznačně označit indoevropské Kelty (Řekové je nazývali Keltové, Římané Galové), přesněji východní Keltové (na rozdíl od tzv. západních Keltů ve Francii, Španělsku, Itálii a Británii), jejichž hmotná kultura se nazývá východolaténský okruh. Okamžik, kdy na západním Slovensku převládly keltské kulturní vlivy resp. sem přišli první ojedinělí Keltové (asi po 450 př. n. l., uvádí se i kolem 400 př. n. l.) se považuje za počátek doby laténské, kterou se na Slovensku začíná tzv. protohistorické období a podle některých autorů se tedy končí prehistorie ("pravěk" v užším smyslu) a začíná se historie v užším smyslu (dějinná doba).

## Raná doba laténská

### Jihozápadní Slovensko
O původu a šíření Keltů viz článek Keltové. K 4. stol. před n. l. antičtí autoři zaznamenají jména několika keltských kmenů, když se dostávají do přímého styku s jižním světem. Historické prameny zachycují především postup Keltů do oblasti Středomoří, do Řecka, Itálie, ba až do Malé Asie, kde na různých místech získávají se zbraní v ruce nová území a dočasně se tak stávají součástí civilizovaného antického světa. V letech 396–386 př. n. l. například překračují Alpy a obléhají Řím (387/386 př. n. l.). 
Podle současného stavu poznání to vypadá tak, že se na Slovensko lze v souvislosti s obchodem s Kelty nejprve dostali jen keltské kulturní vlivy – tzv. (časný) laténský styl – a až potom, někdy v druhé polovině 4. století, přišla i první (nebo první větší) kolonizační vlna keltských kmenů. Je ale samozřejmě teoreticky možné, že již v 5. století před n. l. můžeme keltské kulturní vlivy spojovat i přímo s Kelty. 
Včasný laténský styl měl charakteristickou keramiku (točenou na kruhu s vkolkovanou výzdobou, často lahvovité tvary a často plná grafitu), kovové šperky (spony, zápony s podobou lidských masek) a výzbroj. Prvky výzdoby kovových nádob, zbraní a šperků z jeho začátků připomínaly Orient (asi pod vlivem Thráků od východu nebo pod etruským vlivem od jihu). Raný laténský styl se vyskytoval se v oblasti od jižní části Vídeňské pánve až po Trnavskou sprašovou tabuli a okolí Neziderského jezera. Rozmístění příslušných nálezů naznačuje, že postupná imigrace keltského etnika směrem na východ do pozdně halštatského prostředí probíhala směrem od jihovýchodního Bavorska a Horního Rakouska do severozápadní Karpatské kotliny – severozápadního Maďarska (kde jsou soustředěny nálezy) s průniky na západní a střední Slovensko a Moravu. 
Z tohoto období jsou na Slovensku důležité nevelká sídliště vedle toku Dunaje a Váhu a především pohřebiště Stupava a Bučany, kde se v kosterních hrobech našel nejen raně laténský šperk, ale i keramika naznačující prolínání domácího halštatského kulturního podloží (pozdní Halštat Ha D3). Na západním Slovensku se v té době ještě udržoval geometrický sloh halštatské doby. Tento sloh se uplatnil i ve výzdobě hliněných nádob z tohoto období (např. na nádobách z Bučian). Za doklady spíše obchodních styků s Kelty lze považovat nálezy jako je maskovitá spona ze Slovenského Pravna, bronzová přilba z Turce či zlatý torques z Myjavy. Z raně laténského období stojí za zmínku i sídliště v Bratislavě-Dúbravce, poloha Velká louka. Na východním Slovensku v tomto období keltské vlivy nejsou doloženy.

### Jižní, střední a východní Slovensko
Na západním Slovensku se ještě – jak již bylo zmíněno – zhruba do roku 400 př. n. l. udržela kultura halštatské doby – vekerzugská kultura (viz Halštatskou dobu na Slovensku). I na jižním středním a východním Slovensku pokračovala vekerzugská kultura, na východním i severopotiská halštatská skupina. 

### Severní, západní a střední Slovensko
V severních oblastech přežívaly lužické tradice (oravská skupina lužické kultury) se strohou geometrickou výzdobou (např. přívěsky na sponě z Blatnice, působící archaickým dojmem). 

## Starší doba laténská

### Jihozápadní Slovensko
Někdy na začátku starší doby laténské Keltové v rámci pokračující expanze přicházejí poprvé resp. poprvé ve větším množství i na západní Slovensko. 
Podle antických textů se s Kelty mezi lety 359–358 př. n. l. setkáváme již na jihu Karpatské kotliny a na severním Balkáně, kde se setkali s Alexandrem Velikým (335–336 př. n. l.). V letech 298–280 př. n. l. podnikali výboje v Thrákii a v Makedonii (298 př. n. l. je makedonský vládce Kassandros porazil v horách Haemus (dnešní Stará planina v Bulharsku); 280 př. n. l. Keltové podnikli velký útok proti Thrákii a po smrti Ptolemaia I. obsadili Makedonii). K roku 279 př. n. l. Polybios píše, že v ofenzivě, kterou Keltové rozpoutali proti řeckému světu, byla vypleněna svatyně v Delfách. V letech 278–277 př. n. l. makedonský vládce Antigonos II. Gonatás porazil Kelty na Balkáně. 
V druhé polovině 4. stol. před n. l. se na území jihozápadního Slovenska podél pravého břehu Dunaje dostala první resp. první velká kolonizační vlna Keltů, která odsud zároveň (zřejmě i vojensky) vytlačila vekerzugskou kulturu. Tato kolonizace byla součástí tehdejšího keltského obsazováním jádra Karpatské kotliny. Největší koncentrace osad z této doby se vytvořila v ohybu Dunaje u maďarského Vacova, která pokračovala do povodí dolních toků Iplu, Hronu, Žitavy a především řeky Nitry. Podle bojovnických hrobů ve středním Podunají v 2. polovině 4. stol. se soudí, že se zde soustředila keltská vojenská síla. I někde z této oblasti Podunají tedy vyrážely keltské bojové družiny, které 279 př. n. l. vyplenily Delfy. 
Keltové na západním Slovensku zakládali velká plochá, zpravidla kosterní pohřebiště nad 100 hrobů (Maňa, Palárikovo, Malé Kosihy), ale i menší pohřebiště (Dubník, Chotín, Bajč – Vlkanová). Typické jsou válečné hroby s mečem, koncem staré laténské doby s kovovým řetězovým páskem. V ženských hrobech byly mimo jiné nalezeny spony a okrasy v duchu tzv. symetrického stylu.

### Severní západní a střední Slovensko
Severní Slovensko pokračuje ve svém specifickém vývoji (oravská skupina lužické kultury). Průnik předmětů raně laténskeho slohu naznačuje poměrně raný kontakt se vznikajícím východolaténským okruhem, obyvatelstvo však dále přežívá bez výraznějšího kontaktu na vývoj v jižních oblastech.

## Střední doba laténská

### Slovensko (kromě severního západního a středního)
K tomuto období nás antičtí autoři informují, že po porážce na Balkáně (278–277 př. n. l.) se v letech 275–250 př. n. l. některé keltské bojové družiny vrátily do Karpatské kotliny a usadily se tam. S touto událostí se dává do souvislosti i první větší příchod Keltů na jih středního a východního Slovenska (Drňa, Ižkovce). Do té doby (cca od 300 př. n. l.) bylo keltské osídlení tohoto území výrazně řidší. Přímý průnik Keltů na východní Slovensko dosvědčuje zejména v jeho jihovýchodní části několik hrobových celků (Košice, Hraničná pri Hornáde, Beša, Cejkov, Viničky, Orechová, Drahňov, Slavkovce). Rozsah osídlení a jeho koncentrace na východním Slovensku nedosahuje úrovně západního Slovenska. Na západním Slovensku zhušťování osídlení (již od cca 300 př. n. l.) vedlo k jeho dalšímu postupu směrem na sever po linii Nitra-Levice. Keltové tedy směřovali hlavně do oblastí osídlených staršími halštatskými obyvateli; oblast Pováží a západně od Váhu byla Kelty naopak v té době výrazně řidčeji osídlena, zůstávalo tam tedy raně laténské osídlení. Na severu Slovenska pronikající keltská kultura kolem (?) 300 př. n. l. vytvořila specifickou hybridní tzv. púchovskou kulturu (viz dále).
Dále se z antických textů dozvídáme, že v roce 191 př. n. l. keltský kmen Bójů utrpěl v severní Itálii porážku a část z něj se vrátila do střední Evropy. Jelikož archeologicky pozorujeme po roce 200 př. n. l. další keltský kolonizační proud (zakládání nových pohřebišť a sídlišť, často v prostorách dříve neobydlených, např. Žitný ostrov), má se za to, že šlo právě o tyto Bóje, kteří se tak poprvé usadili i na západě Slovenska (dokládá to např. nález římské republikánské mince  a zlaté keltské mince typu Athéna Alkis na laténském sídlišti v Nitře). Tento etnický pohyb se ale někdy dává do souvislosti se severoitalským keltskými kmeny, které po těžkých porážkách od Římanů ustoupily zpět na sever. Podle archeologických nálezů ve střední bronzové době Bójové sídlili na západním Slovensku, v severozápadním Maďarsku a východně od ohybu Dunaje (jihovýchodně od nich byly Skordiskové; jihozápadně od nich Tauriskové, kteří se od dob Césara nazývali Norici). V průběhu první poloviny 2. století př. n. l. dosáhlo keltské osídlení Slovenska své největší intenzitu.
Od začátku střední laténské doby je patrný u Keltů přechod od dosavadního kosterního pohřbívání na žárovému pohřbívání (např. Hurbanovo, Holiare, Ižkovce). Výbava hrobů se značně zjednodušila, často se přikládala jen jedna zbraň a jeden běžný předmět. Výjimku tvořily pouze bohaté ženské hroby některých žen (specifické pro středně laténskou karpatskou oblast) s řetězovými pásky, skelnými náramky a masivními bronzovými nánožními kruhy. Na konci střední doby bronzové se hroby změnily na mělké žárové hroby a nakonec zcela zanikly (popel asi nechali volně poletovat). Tato změna nutně znamenala, že se zcela nebo alespoň výrazně změnily i náboženské představy.
Sídliště z první části střední laténské doby jsou méně známá, zdá se, že převládalo osídlení dvorcového charakteru. Na konci středně laténské doby (cca od 150 př. n. l.) však pozorujeme u středoevropských Keltů značné změny. Kromě ukončení pohřbívání na tradičních, často dlouhou dobu používaných pohřebištích pozorujeme, že se na jihozápadním Slovensku těžiště osídlení přesunulo na západ za řeku Váh, a stavbu velkých středisek správného a výrobně-obchodního charakteru, sídlišť městského typu, nazývaných oppida (podle některých zdrojů se stavěly už od příchodu Bójů, tedy od počátku 2. století). Bratislavské oppidum (vznik asi po 113 př. n. l.; Viz také dále) bylo jediné větší oppidum na Slovensku, sloužilo zřejmě jako centrum bójského seskupení / quazistátu na středním Dunaji. Ostatní (např. Molpír u Smolenic, Pohanská u Plaveckého Podhradí) připomínala spíše menší opevněná hradiště s výrobními osadami v okolí. 
Nejpozději od začátku střední laténské doby lze pozorovat také rozsah prohloubení sociálních rozdílů u Keltů (v důsledku ekonomického rozmachu), že se rodové zřízení rozpadlo. Svědčí o tom různost obsahu hrobů a z pramenů se dozvídáme o pevně organizované kněžské vrstvě tzv. druidů, která ale rozhodovala rovněž v právních a politických záležitostech, dále o klientech (nemajetných žijících z milosti bohatých patronů), o lidech vyloučených z občiny a části obyvatelstva v postavení podobném otroctví. 
O vznikající státní moci u Keltů svědčí mimo jiné časté keltské mince, na kterých je vyraženo jméno toho, kdo je vydal, zřejmě vládce (např. Biatec).

### Severní západní a střední Slovensko
Na severním středním a západním Slovensku vznikla kolem (?) 300 př. n. l. smícháním (starých) prvků lužické kultury a (nových) prvků keltské kultury specifická, tzv. púchovská kultura. Tato kultura zde přetrvala až do římské doby (do konce 2. stol. n. l., podle některých zdrojů až do 4. stol. n. l.). Obvykle se ztotožňuje s Kotiny, které připomínají antické texty (ale ti podle některých badatelů žili na Moravě nebo v jižním Polsku) nebo ojediněle s předky Slovanů. První fáze púchovské kultury (cca do 100 př. n. l.) se nazývá předpúchovský horizont (nebo předpúchovská skupina). V této fázi má keramický inventář skoro jen halštatský charakter, objevily se ale i laténské kovové výrobky. Navazovaly se první kontakty s Kelty, budovala se hradiště a velké hraniční opevnění (Podtureň). Doložena je těžba rud a keltské mince.

## Pozdní doba laténská v širším smyslu
V tomto období již nacházíme Kelty na celém území Slovenska (částečně i z území púchovské kultury). Na konci tohoto období se na území Slovenska vyskytují významné "národnostní" skupiny tehdejší střední Evropy: Keltové, Dákové, Římané a lid púchovské kultury.

### Slovensko (kromě severního západního a středního)

#### Keltové, Osové a Dákové
K tomuto období nás antičtí autoři informují, že někdy po roce 120 př. n. l. Se Germáni zvaní Kimbrové pohnuli z Jutského poloostrova a 113 před n. l. ohrožovali i Bóje v Sudetech. Část Bojů z Česka se zřejmě v následné (již druhé) kolonizační vlně přesunula na území Bójů na západním Slovensku. Nejpozději v mladší době laténské již bratislavské bójské oppidum bylo centrem bójského mocenského seskupení / quazistátu na středním Dunaji. Byl to soupeř tzv. Nordického království (Regnum Noricum – Noriko býv. Tauriskové) ve východních Alpách, které je doloženo od 170 př. n. l., a jehož centrum Noreia leželo u dnešního Klagenfurtu. Bójové dosáhli vrcholu moci v 60. a 50. letech 1. století př. n. l. Antické prameny říkají, že se Bójové před rokem 58 př. n. l. (63/64 před n. l.?) marně pokoušeli dobýt Norikum.
Kromě Kotínů (asi púchovské kultury) na severním Slovensku prameny (10 před n. l. tuskulské elógium, 1. stol. n. l. Tacitus) připomínají i jakési Osy jižně / jihovýchodně od Kotínů, tedy někde v dolním Poiplí. Šlo buď o Kelty nebo o ilyrské kmeny (např. Tacitus je definoval jako Panonce).
Dalším faktorem v tomto období byli Dákové  Řekové je nazývali Géti), kmeny thráckého původu z dnešního Rumunska. Zhruba od počátku mladší doby laténské začali pronikat i na Slovensko. Z první poloviny prvního století př. n. l. lze na jižním Slovensku doložit keltsko-dácké osady (např. Šurany-Nitriansky Hrádok). Kolem roku 44 př. n. l. Dákové, v rámci výbojů svého krále Burebisty (asi 70–44 př. n. l.), porazili kmenový svaz Bójů a Taurisků vedený Kritasirem (porážka byla tak drtivá, že antičtí autoři od té doby nazývali sídla Bójů „bójská poušť“) a rozšířili sem svou říši. Dácký král Burebista byl krátce nato (44 př. n. l.) zavražděn a jeho velká říše se neudržela, na jižním Slovensku však pozorujeme v druhé polovině 1. století (přímou) dáckou okupaci, která vytlačila část Keltů do horských oblastí. Na západním Slovensku byla dáckým centrem Nitra (rozsáhlé osídlení) a na východě Slovenska výrobní a správní středisko v Zemplíně. Dákové jsou zmiňovaní jako sousedé germánského Vanniova království ještě v první polovině 1. století n  l. Později jejich zbytky zachycují archeologické nálezy v hornatých částech Slovenska v pestrém etnickém konglomerátu púchovské kultury. 
V prvním století př. n. l. se ještě výrazněji projevilo členění území (jižního) Slovenska na území na západ od Váhu a na východ od Váhu. Na východ od Váhu (povodí Nitry a Hronu, ale i dále na východ) v pozdní laténské době v širším smyslu nacházíme skoro jen smíšené keltsko-dácké nálezy (např. výše zmiňovaná Nitra) – tzv. keltsko-dácký horizont. Na západ od Váhu vrcholil vývoj keltského osídlení, které bylo posíleno příchodem nových obyvatel – (zřejmě) Bójů. Sídlo v Plaveckém Podhradí poměrně brzy zaniklo, ale prostor dnešního města Bratislavy se stal mimořádně důležitým výrobně-správním střediskem (baterie hrnčířských pecí, antické importy, osm pokladů mincí). Po zániku tohoto oppida (viz článek bratislavské oppidum) pozorujeme i zde keltsko-dácký horizont.

#### Římané
První Římany archeologicky pozorujeme na Slovensku na Devíně od 2. poloviny 1. stol. před n. l. Z písemných pramenů vyplývá, že v letech 16–14 př. n. l. si Římané podrobili keltské území jižně od Dunaje a připojili norické království k Římské říši. Asi roku 10 př. n  l. podle tusculského elogia Římané v Panonské pánvi porazili Dáky a jejich spojence Bastarny. O rok nato, 9 př. n. l. Tiberius, pozdější římský císař, dokončil dobývání Panonie a posunul hranice Římské říše na slovenský tok Dunaje. Současně v roce 8 nebo 9 př. n. l. dovršili germánští Markomani a Kvádové na sever od Dunaje zkázu kdysi kvetoucího Boiohéma (v Česku) a v roce 1 n. l. vytvořili spolu s jinými Germány (v Čechách a okolí) volně organizovaný kmenový svaz, v antických pramenech označován jako Marobudovo království. V roce 6 n. l. Římané podnikli výpravu proti Marobudovi. Z důvodu povstání v Panonii a Dalmácii skončila předčasně uzavřením míru. Předpokládá se, že v tomto roce poprvé na území Slovenska (severně od Dunaje) vstoupily římské legie. Období od přelomu letopočtu ve střední Evropě označujeme jako římská doba.

### Severní západní a střední Slovensko
Asi v polovině 2. století př. n. l. se na severním Slovensku zformoval tzv. (klasický) laténský stupeň púchovské kultury (púchovské kultury v užším smyslu). Nápadně se zvýšila hustota osídlení, vznikly nové osady a hradiště a materiální kultura přebrala mnohé znaky keltské kultury (zejména ražbu vlastních mincí). Zdá se, že v polovině 2. století př. n. l. došlo k přesunu části obyvatelstva z Panonie nebo jihozápadního Slovenska na severní Slovensko. Rozlišují se tři geografické zóny laténského stupně:
a) Pováží, Ponitří a Pohroní na styku s keltsko-dáckým územím,
b) střední Pováží a severovýchodní Morava 
c) Orava, jižní Malopolsko, Liptov, Spiš. 
V laténské fázi vznikala velká centra jednotlivých regionů, v nichž pozorujeme intenzivní výrobu a zpracování kovů, vyskytovaly se importy z Itálie, Norika a Panonie. Razily se vlastní mince, koncem 1. stol. před n. l. stříbrné minci tzv. velkobystereckého typu. U větších sídlišť rozlišujeme velké, centrální hradiště se složitými opevněními a malé hrádky s jednoduchým dřevěno-hliněným opevněním. Hroby z tohoto období jsou téměř neznámé, známa jsou však obětiště (Liptovská Mara, Prosné). Na obětišti u Prosna se spalovaly jako obětiny předměty ze železa, bronzu i zlata, dále keramika a některé části těl zvířat, ale i lidí. Objekt se nacházel v odlehlém horském údolí mimo sídliště. Větší byla svatyně na centrálním hradišti v Liptovské Mare, kde se na velkých žárovištích spalovaly obětní dary ve formě šperků, mincí, zemědělských plodin a zvířat, zatímco v hluboké jámě uprostřed objektu ležely nespálené pozůstatky lidských obětí. Tato obětiště dokládají příslušnost k chtonickým podsvětním kultům, souvisejícím zejména se zajišťováním plodnosti a úrody. 
Kolem přelomu letopočtů (zejména na začátku našeho letopočtu) dochází v púchovské kultuře k velkým změnám (tzv. přechodný katastrofický horizont púchovské kultury): velká centrální hradiště (Liptovská Mara – Havránok) končí v horizontu spálených a zničených osad (zřejmě válka v souvislosti s germánskou expanzí) a trochu později v materiální kultuře sílí przeworský a dácký vliv. Pak následovala tzv. římská fáze púchovské kultury – ve staré římské době lze pozorovat částečné opětovné oživení sídlišť a jejich produkce – viz Římská doba na Slovensku. 

## Charakteristika keltské laténské kultury na Slovensku

### Řemeslo
V laténské době nastal díky Keltům velký rozvoj řemesla. Používalo poměrně bohatou surovinovou základnu, zejména snadno dostupné naleziště železné rudy a středoslovenská ložiska mědi, stříbra a zlata. Vysokou úroveň metalurgie železa dokazují vyspělé kovářské práce (železné nástroje, šperky, zbraně), výhně na každém sídlišti, hutní středisko ve Varíně a pozdější zprávy o Kotínech, vyrábějících železo. I keltští šperkaři dosáhli vysoké úrovně; keltská záliba ve zdobnosti a pestrosti byla všeobecně známá. Při výrobě šperků Keltové používali i netradiční materiály, jako je sapropelu, korál, email a sklo. Keltové vymysleli železné pérové nůžky. Znali pilku a nůž. Své příbytky zamykali železnými klíči.
V laténské době definitivně převládla technika výroby nádob na hrnčířském kruhu (známá u nás již koncem halštatské doby). Kvalitativní vrchol dosáhly hrnčířské výrobky v pozdním období při výrobě náročné, bohatě zdobené malované keramiky a při zhotovování obrovských hliněných zásobnic. Novým prvkem byla výroba nádob z ohnivzdorné grafitové hlíny, se kterými se často obchodovalo. 
Pokrok dosáhla i výroba textilu, hlavně zásluhou rozšíření nového typu tkalcovského stavu. Keltové vyráběli zejména barevně zdobené látky z vlny a lnu.
Keltské obyvatelstvo používalo sklo (na náramky a perly).

### Zemědělství
Nástroje a nářadí ze železa používané pro přípravu půdy a sklizeň (železná radlice, motyka, rýč) podstatně zlepšily a usnadnily zemědělství. Základní obilovinou zůstala pšenice, rozšířilo se pěstování ječmene (i ječmene víceřadého), pěstovalo se i žito, oves, proso, luštěniny a len. Keltský vynález rotačních mlýnků umožňoval kvalitnější přípravu mouky. 
Nové nástroje napomohly i rozvoji dobytkářství, kde železné srpy a kosy na trávu a srpy na ořezávání usnadnily sklizeň pícniny na zimu. Stále převládal chov skotu, v horách i ovcí. Běžným domácím zvířetem bylo prase a drůbež (slepice a husy). Rozšířil se i chov koně.

### Obchod a mince
U Keltů již byla dobře rozvinutá vrstva obchodníků. Zejména ke konci keltského panství na Slovensku existoval i rozvinutý tranzitní a dálkový obchod. Dokládají ho importované výrobky (šperky, kovové nádoby, zrcadla, vinné amfory a jantar) z Panonie, Česka, středního Německa, Itálie, ale také z Černomoří a Baltu. Obchodovalo se i se surovinami, hlavně na Slovensku nedostupným cínem a grafitem, dováženými z Čech, Moravy a Rakouska.
Významným dokladem (vnitřního) obchodu jsou keltské stříbrné a (vzácněji) zlaté mince. První domácí stříbrné ražby, tzv. mince s lyrovitým znakem, se u Keltů na Slovensku objevují někdy začátkem 2. století př. n. l. na jihozápadním Slovensku, což asi souvisí s kontakty s hornoitalskými Kelty nebo přímo s jejich příchodem. Přibližně v téže době nacházíme lokální ražbu i na východním Slovensku (depot v Ptičí). V první polovině 1. století př. n. l. se v Bratislavě razila hodnotná stříbrná mince tzv. bratislavského typu (s nápisy jmen osob, zřejmě panovníků nebo monetářů – např. BIATEC, NONNOS apod.; mizí se zánikem bratislavského oppida). Paralelně se na severním Slovensku několik středisek pokoušelo vydávat vlastní ražby, z nichž nejrozšířenější byly stříbrné mince veľkobystereckého typu; na Zemplíně nominály veľkobystereckého typu – tzv. mince s ptačím koněm (nazývané také mince zemplínského typu). Kromě toho známe mince tzv. nitranského typu, pezinského typu nebo hornopotiského typu.

### Pohřbívání
Keltové se zpočátku pohřbívali v natažené poloze v prostorných hrobkách s vnitřní výdřevou a s potravou v nádobách a bohatou výzbrojí (muži výzbroj, ženy slavnostní šat s ozdobami). Od počátku střední doby bronzové je patrný u Keltů přechod od dosavadního kosterního pohřbívání na žárové pohřbívání zbytků kremace v hrobové jámě nebo v popelnici. Výbava hrobů se značně zjednodušila, hroby byly také stále jednodušší, až nakonec zcela zanikly (viz také kapitolu Střední bronzová doba). Změna pohřebního ritu (jeho zjednodušení) zřejmě odráží přechod od víry v posmrtný život k nauce o převtělování duší. Keltské pohřebiště jsou většinou malá, ale objevují se i velké nekropole, ve kterých se pohřbívalo během dlouhého období (Maňa, Palárikovo).

### Výtvarný projev
Příchod Keltů (starší laténská doba) na Slovensku způsobil, že zmizely luxusní individuální výrobky a nahradily je sice technicky a esteticky dokonalé, ale častěji se opakující práce. Typickým znakem keltského výtvarného projevu je preferování přehnané dekorativnosti jak ve šperkařství, tak na oděvech. Existovaly náročné licí techniky, ale i složité vytvarované kompozice, zejména na pochvách mečů. Na konci pozdního období v širším smyslu se výtvarné cítění projevuje v tvarech a výzdobě dokonalé keltské keramiky a v drobné volné plastice. Malými uměleckými díly jsou i výše zmíněné mince, zejména pokud jde o portrét. 

### Sídla a domy
Ve starší a střední bronzové době byla základním typem nížinného domu polozemnice s rozměry 4×3 metry se sloupy uprostřed kratších stran podepírajícími sedlovou střechu. Kolem domu byly chlévy, zásobnicové jámy, studny a pece. Základním typem sídla byly osady a dvorce, které byly malé a často umístěné hustě vedle sebe. 
Od poloviny 2. století př. n. l. (pozdní laténská doba v širším smyslu) vznikla oppida, opevněné osady, ve kterých se soustřeďovala veškerá činnost kromě zemědělské. Zemědělství se již věnoval (tak jako dnes) venkov, který zásoboval oppidum (jako dnes město). Viz bratislavské oppidum.